# موستافا سونکو
موستافا سونکو (فرانسوی: Moustapha Sonko‎؛ زادهٔ ۱۴ ژوئن ۱۹۷۲) بازیکن بسکتبال اهل فرانسه است.